# Viện Khoa học Trung Quốc
Viện hàn lâm Khoa học Trung Quốc (giản thể: 中国科学院; phồn thể: 中國科學院; bính âm: Zhōngguó Kēxuéyuàn, Hán Việt: Trung Quốc Khoa học Viện), trước đây gọi là Academia Sinica (Viện hàn lâm Trung Quốc), là viện hàn lâm quốc gia về các ngành khoa học tự nhiên của Cộng hòa Nhân dân Trung Hoa, được thành lập vào năm 1949.
Đây là một viện trực thuộc Quốc vụ viện Cộng hòa Nhân dân Trung Hoa, có trụ sở chính ở Bắc Kinh cùng các cơ sở trên khắp nước. Viện hàn lâm này cũng lập ra hàng trăm hãng thương mại, mà tập đoàn Lenovo là một trong số đó.

## Tổ chức
Viện hàn lâm Khoa học Trung Quốc có 6 ban ngành:
- Toán học và Vật lý học
- Hóa học
- Khoa học đời sống và Y học
- Khoa học Trái Đất
- Khoa kỹ thuật Tin học, và
- Khoa học Công nghệ.

Viện có 11 chi nhánh địa phương ở Thẩm Dương, Trường Xuân, Cát Lâm, Thượng Hải, Nam Kinh, Vũ Hán, Quảng Châu, Thành Đô, Côn Minh, Ninh Ba, Tây An, Lan Châu, Hợp Phì và Tân Cương.
Viện có trên 100 cơ sở, một trường đại học (Đại học Khoa học và Công nghệ Trung Quốc tại Hợp Phì, An Huy) và một Đại học Viện hàn lâm Khoa học Trung Quốc (中国科学院大学). Được hậu thuẫn bởi các cơ quan của "Viện hàn lâm Khoa học", Viện nghiên cứu sinh của Viện hàn lâm Khoa học Trung Quốc có trụ sở chính ở Bắc Kinh, với các cơ sở nghiên cứu trên đại học ở Thượng Hải, Thành Đô, Vũ Hán, Quảng Châu và Lan Châu, 4 thư viện khoa học của Viện, 3 trung tâm hỗ trợ công nghệ, cùng 2 đơn vị xuất bản. Các chi nhánh và các cơ quan của Viện nằm ở 20 tỉnh và thành phố trực thuộc trung ương khắp Trung Quốc.
Viện hàn lâm Khoa học Trung Quốc đã đầu tư vào hoặc lập ra trên 430 xí nghiệp dựa trên khoa học và công nghệ trong 11 ngành công nghiệp, trong đó có 8 công ty ghi tên trên thị trường giao dịch chứng khoán.
Chủ tịch Viện hiện nay là Bạch Xuân Lễ (Bai Chunli) và Tổng giám đốc Khoa học cơ bản là Trương Kiệt (Zhang Jie).

## Các viện nghiên cứu
- Chi nhánh Bắc Kinh
  - Viện Vật lý học
  - Viện Vật lý lý thuyết
  - Trung tâm quốc gia Khoa học Nano và Công nghệ học
  - Viện Chính sách và Quản lý Lưu trữ ngày 10 tháng 2 năm 2010 tại Wayback Machine
- Chi nhánh Thượng Hải Lưu trữ ngày 28 tháng 7 năm 2007 tại Wayback Machine
  - Viện Quang học và Cơ học tinh vi Thượng Hải
  - Viện Vật lý kỹ thuật Thượng Hải
  - Viện Sinh học Thượng Hải Lưu trữ ngày 18 tháng 10 năm 2009 tại Wayback Machine
  - Viện Pasteur Thượng Hải Lưu trữ ngày 22 tháng 5 năm 2019 tại Wayback Machine
- Chi nhánh Vũ Hán
  - Viện Vật lý và Toán học Vũ Hán

## Các chủ tịch của Viện
1. Quách Mạt Nhược (Guo Moruo, 郭沫若): 1949-1978
2. Phương Nghị (Fang Yi, 方毅): 1979-1981
3. Lư Gia Tích (Lu Jiaxi, 卢嘉锡): 1981-1987
4. Chu Quang Triệu (Zhou Guangzhao, 周光召): 1987-1997
5. Lộ Dũng Tường (Lu Yongxiang, 路甬祥): 1997-2011
6. Bạch Xuân Lễ (Bai Chunli, 白春礼): 2011-tới nay

## Liêm chính Khoa học
Ngày 26.2.2007, Viện hàn lâm Khoa học Trung Quốc công bố "Bản tuyên ngôn hệ tư tưởng khoa học" (Declaration of Scientific Ideology) và lập ra một Ủy ban Liêm chính khoa học (scientific integrity) để thúc đẩy sự minh bạch, tự quản và tự chịu trách nhiệm của việc nghiên cứu khoa học trong nước. Cùng lúc Bộ Khoa học và Công nghệ Cộng hòa Nhân dân Trung Hoa cũng bắt đầu đưa ra các biện pháp để giải quyết các hành vi sai trái trong những chương trình sử dụng vốn nhà nước.